# 룽장성
룽장성(중국어 간체자: 龙江省, 정체자: 龍江省, 병음: Lóngjiāng, 한국어: 용강성)은 만주국의 성이다. 약칭은 룽(龍)이다. 1934년 12월, 만주국 정부는 헤이룽장성(黑龙江省)과 펑톈성(奉天省)의 일부 지역으로 룽장성을 신설하였다. 1945년 8월, 만주국의 해체와 더불어서 자연 소멸하였다. 오늘날 헤이룽장성의 북서부에 해당한다.

## 같이 보기
- 만주국의 행정 구역